# Хачатрян, Артак Варданович
Арта́к Варда́нович Хачатря́н (арм. Արտակ Վարդանի Խաչատրյան; 8 декабря 1990, Ереван, Армянская ССР, СССР) — армянский футболист, защитник.

## Клубная карьера
Артак Хачатрян, как и старший брат Карен, воспитанник футбольной школы «Пюника». В 17 лет дебютировал в составе основной команды в Премьер-лиге. В течение двух лет подряд становился чемпионом Армении в составе «Пюника». Но затем пришла весточка из военкомата, и Хачатрян ушёл в армию на два года.
Перед 9 туром чемпионата 2011 года, появилась информация о демобилизации из армии, и ближайшем дебюте в составе дилижанского «Импульса» в чемпионате Армении. 15 мая дебютировал за «Импульс» против «Ширака», выйдя на замену вместо Артура Петросяна на 75-й минуте матча.

## Статистика выступлений
Данные на 23 ноября 2011
| Клуб             | Сезон            | Чемпионат | Чемпионат | Кубки | Кубки | Еврокубки | Еврокубки | Всего | Всего |
| Клуб             | Сезон            | Матчи     | Голы      | Матчи | Голы  | Матчи     | Голы      | Матчи | Голы  |
| ---------------- | ---------------- | --------- | --------- | ----- | ----- | --------- | --------- | ----- | ----- |
| Пюник            | 2007             | 22        | 0         | 1     | 0     | 0         | 0         | 23    | 0     |
| Пюник            | 2008             | 4         | 0         | 5     | 0     | 0         | 0         | 9     | 0     |
| Всего            | Всего            | 26        | 0         | 6     | 0     | 0         | 0         | 32    | 0     |
| Импульс          | 2011             | 13        | 0         | 0     | 0     | 0         | 0         | 13    | 0     |
| Импульс          | 2012/13          | 0         | 0         | 0     | 0     | 0         | 0         | 0     | 0     |
| Всего            | Всего            | 13        | 0         | 0     | 0     | 0         | 0         | 13    | 0     |
| Всего за карьеру | Всего за карьеру | 39        | 0         | 6     | 0     | 0         | 0         | 45    | 0     |

## Достижения
- «Пюник»
  - Чемпион Армении: 2007, 2008
  - Финалист Суперкубка Армении: 2007, 2008
- «Импульс»
  - Финалист Кубка Армении: 2011/12

## Личная жизнь
Отец — Вардан Хачатрян, бывший игрок ереванского «Арарата» и сборной Армении. Старший брат Карен — бывший игрок «Пюника», играет на позиции полузащитника.